# 군산항
군산항(群山港)은 전북특별자치도 군산시 금강 하구에 있는 항구이다. 장항항과 맞은편에 위치해 있다. 원도심의 내항과 서쪽의 신항으로 나뉜다. 항만철도로는 원도심에 군산화물선이 있으나 현재 사용되지 않고 있으며 신항에 군산항선이 건설되었다. 금강 맞은 편에 장항항이 있다.